# Nizamat-i-Mashrik
Nizamat-i-Mashrik fou una divisió administrativa del Principat de Bhopal amb una superfície de 4.380 km² i una població de 131-370 habitants (1901). Tenia a l'est els Vindhya i estava regat pel Narmada i rierols menors. El nombre de pobles era de 811. Estava governat per un nazim amb seu a Raisen. estava dividit en deu tahsils:
- Raisen
- Bamori
- Jaithari
- Dehgaon
- Deori
- Silvani
- Siwans
- Gairatganj
- Garhi
- Piklon